# Classis Moesica
La Classis Moesica fu una flotta provincialis, era la flotta imperiale romana istituita probabilmente da Tiberio, riorganizzata prima da Claudio con l'annessione della Tracia, e poi con Domiziano in seguito alle guerre daciche contro Decebalo. Aveva il compito di sorvegliare il basso corso del Danubio e la parte occidentale del Ponto Eusino.

## Storia
Questa flotta controllava il limes con la Dacia (insieme con la Classis Pannonica). Creata probabilmente più sotto Tiberio, che Augusto, fu di fondamentale importanza per la conquista della Dacia di Traiano. Si racconta che, durante l'inverno del 101/102, Decebalo, re dei Daci, ormai bloccato ad occidente, decise di passare al contrattacco, mirando soprattutto ad aprire un secondo fronte per dividere così le forze dell'esercito romano. Come era già successo nell'85, il re dace scelse di assalire la Mesia Inferiore, insieme agli alleati sarmati Roxolani (anch'essi rappresentati sulla Colonna), il cui re era un certo Susago. Le due armate passarono il fiume ma, pur riportando qualche successo iniziale, vennero tenute a bada dall'allora governatore, e abile generale, Manio Laberio Massimo, il quale riuscì anche a catturare la sorella del re dei Daci, come ben illustra la Colonna. Solo con l'arrivo dei rinforzi, capeggiati dallo stesso imperatore Traiano (rappresentato sulla Colonna nell'atto di raggiungere il fronte mesico su imbarcazioni della Classis Moesica), le forze dei Daci e dei Roxolani furono fermate, e anzi subirono una pesante sconfitta, forse separatamente:
- i Daci in una località forse posta in relazione con il grande trofeo, eretto nel 107/108 ad Adamclisi nella Dobrugia;[8]
- i Roxolani presso la futura città di Nicopolis ad Istrum, fondata successivamente da Traiano per onorarne la vittoria,[9] forse dopo aver inutilmente assediato la fortezza legionaria di Novae. Traiano, infatti, memore dell'azione analoga avvenuta oltre quindici anni prima durante le campagne daciche di Domiziano, si era ben preparato a una simile mossa strategica da parte dei Daci.[10]

Fu ancora di fondamentale importanza verso la fine del 267-inizi del 268, quando una nuova ed immensa invasione da parte dei Goti, unitamente a Peucini, agli "ultimi arrivati" nella regione dell'attuale mar d'Azov, gli Eruli, ed a numerosi altri popoli prese corpo dalla foce del fiume Tyras (presso l'omonima città) prese corpo, sconvolgendo le coste e l'entroterra delle province romane di Asia Minore, Tracia e Acaia affacciate sul Ponto Eusino e sul mar Egeo.
(Historia Augusta - I due Gallieni, 13.6-7.)
(Historia Augusta - Claudio II il Gotico, 6.2-8.1.)
Sembra che i barbari diedero per prima cosa l'assalto alla città di Tomi, ma furono respinti. Proseguirono invadendo la Mesia e la Tracia fino a raggiungere Marcianopoli. Dopo aver fallito anche questo secondo obbiettivo, continuarono la loro navigazione verso sud, ma arrivati negli stretti della Propontide subirono numerose perdite a causa di una violenta tempesta che si era abbattuta su di loro.

## Porti

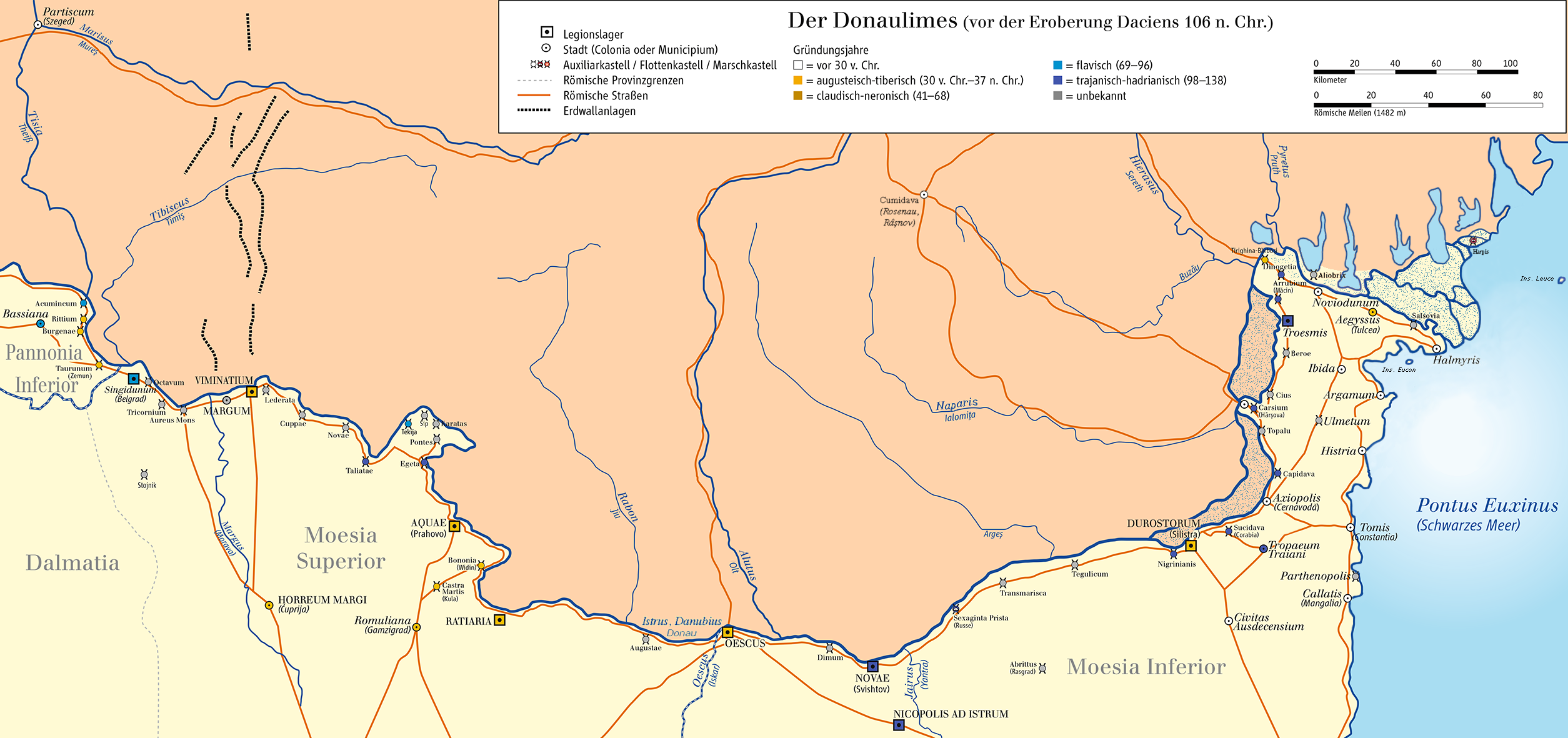
Il limes fluviale lungo il Danubio ed i confini della Mesia superiore e inferiore.

La Classis Flavia Moesica era il completamento naturale della flotta pannonica. Sede principale della flotta a partire da Domiziano (in seguito alla crisi dacica dell'85-88) fu Sexaginta Prista, più tardi Noviodunum (a partire da Traiano dopo la conquista della Dacia). Altre sedi nel corso dei secoli furono: Novae, Dinogetia, Carsium (oggi Hârșova), Troesmis, Barbosi, Independenta Tomi e Histria. Pattugliava il basso corso del Danubio e i suoi affluenti e, dal 41, il Mar Nero settentrionale con distaccamenti a Olbia Pontica e Chersonesos Taurica.
Noviodunum, porto fluviale sul Danubio
Passò sotto il controllo romano con l'annessione della Tracia nel 46, venendo, poi, annessa alla provincia di Mesia. Divenne importante porto della Classis Moesica e centro militare della regione a partire da Domiziano-Traiano, in seguito alla conquista della Dacia. Qui furono distaccate alcune vexillationes della legio V Macedonica, almeno fino al regno di Marco Aurelio. Seguirono vexillationes della legio I Italica, e a partire da Diocleziano della legio I Iovia. Fu probabilmente distrutta nel corso della seconda metà del III secolo durante le pesanti invasioni del periodo, da parte di Goti e Eruli. Fu ricostruita sotto il regno dell'imperatore Costantino il Grande (post 324), durante le campagne militari e posta sotto il comando del Dux Scythiae. Nel 369 sulla sponda opposta del Danubio fu combattuta una grande battaglia tra l'imperatore Valente e Atanarico ed i suoi Tervingi. Tra il 434 ed il 441, la città fu occupata dagli Unni, per poi tornare sotto il dominio dell'Impero bizantino.
Sexaginta Prista, porto fluviale sul Danubio
I Romani vi fondarono agli inizi del II secolo il forte ed il porto fluviale sul Danubio di Sexaginta Prista (=città delle sessanta navi). Come base navale aveva il compito di controllare il limes mesico inferiore, contro le incursioni barbariche al di là del grande fiume nella piana della Moldavia. Con la riforma di Diocleziano e Costantino, fu posta sotto il comando del Dux Moesiae secundae. La città cominciò a declinare con le invasioni di Avari e Slavi del 586.

## Tipologia di imbarcazioni
Di questa grande flotta ci sono pervenuti, grazie ad alcune epigrafi i nomi di alcune imbarcazioni:
- 2 liburne: Armata (con base a Noviodunum),[36] Sagit(t) a (con base a Chersonesos Taurica).[37]
- 1 nave di altro tipo: Mercurius (incerto se appartenente alla classe pannonica o moesica).

## Il corpo di truppa
Anche per la flotta delle province delle due Mesie il numero degli effettivi si aggirava intorno a qualche migliaria tra legionari e ausiliari. Erano acquartierati in numerosi forti e fortinilungo il basso corso del Danubio.
Il comandante della flotta era il Praefectus classis ovvero il comandante dell'intero tratto del basso Danubio, dell'ordine equestre. A sua volta il diretto subordinato del praefectus era un sub praefectus, a sua volta affiancato da una serie di praepositi, ufficiali posti a capo di ogni pattuglia per singola località.
Altri ufficiali erano poi il Navarchus princeps, che corrisponderebbe al grado di contrammiraglio di oggi. Nel III secolo fu poi creato il Tribunus classis con le funzioni del Navarchus princeps, più tardi tribunus liburnarum.
La singola imbarcazione era poi comandata da un trierarchus (ufficiale), dai rematori e da una centuria di marinai-combattenti (manipulares / milites liburnarii). Il personale della flotta (Classiari o Classici) era perciò diviso in due gruppi: gli addetti alla navigazione ed i soldati. Il servizio durava 26 anni (contro i 20 dei legionari ed i 25 degli auxilia). Dal III secolo fu aumentato fino a 28 anni di ferma. Al momento del congedo (Honesta missio) ai marinai era data una liquidazione, dei terreni e di solito anche la cittadinanza concessa, essendo gli stessi nella condizione di peregrini al momento dell'arruolamento. Il matrimonio era invece permesso loro, solo al termine del servizio attivo permanente. Conosciamo, infine, i nomi di alcuni prefetti della flotta:
- Un certo Marco Vindio Veriano, di epoca sconosciuta;[41]
- Quinto Atatino Modesto, forse di epoca giulio-claudia;[42]
- Lucio Valerio, al tempo di Galerio (?);[43]
- Marco Arrunzio Claudiano, in epoca sconosciuta;[44]